# Quinn McNemar
Quinn Michael McNemar, né le 20 février 1901 et mort le 3 juillet 1986, est un psychologue et statisticien américain connu pour ses travaux sur les tests de quotient intellectuel et le test de McNemar qu'il a introduit en 1947. Il est président de l'association américaine de psychologie en 1964.